# Mikael Österberg (Eishockeyspieler, 1984)
Mikael Österberg (* 22. Juli 1984) ist ein schwedischer Eishockeyspieler, der seit 2009 beim Kalix Ungdoms HC in der 1. Division unter Vertrag steht.

## Karriere
Mikael Österberg begann seine Karriere als Eishockeyspieler beim Kiruna IF, für dessen Profimannschaft er in der Saison 2002/03 sein Debüt in der HockeyAllsvenskan, der zweiten schwedischen Spielklasse, gab. In seinem Rookiejahr blieb der Flügelspieler in drei Spielen punkt- und straflos und stieg mit seiner Mannschaft in die drittklassige Division 1 ab. Nach drei Jahren im drittklassigen Eishockey, wurde der Rechtsschütze für die Saison 2006/07 vom Hammarby IF aus der HockeyAllsvenskan verpflichtet. Dort hatte er einen Stammplatz und erzielte drei Scorerpunkte in 40 Spielen. Aufgrund seiner geringen Ausbeute musste er den Verein anschließend verlassen und unterschrieb für zwei Jahre beim Drittligisten Asplöven HC. Seit 2009 steht er für den Kalix Ungdoms HC auf dem Eis.   

## HockeyAllsvenskan-Statistik
(Stand: Ende der Saison 2010/11)